# بول فاريو
بول فاريو (10 يوليو 1914-3 مايو 1988) كان رجل مافيا أمريكي، كان لديه طاقمه الخاص من رجال العصابات في بروكلين، نيويورك، ولد في 10 يوليو 1914 في مدينة نيويورك، في سن الحادية عشرة في عام 1925 حُكم عليه بالسجن سبعة أشهر للأحداث بتهمة التغيب عن المدرسة. أصبح فيما بعد عضوًا في عائلة الجريمة لوكشيز، بعد شهادة هنري هيل أدين بالاحتيال في عام 1984 وحُكم عليه بالسجن لمدة أربع سنوات، تلتها إدانة بالابتزاز في عام 1985 وحكم مرة ثانية بالسجن لمدة 10 سنوات، توفي بفشل رئوي داخل السجن في 3 مايو 1988.

## روابط خارجية
- بول فاريو في فايند أغريف